# Eivind Melleby
Eivind Sigurd Melleby (Oslo, 19 de abril de 1972) es un deportista noruego que compite en vela en las clases Laser y Star.
Ganó una medalla de bronce en el Campeonato Mundial de Laser de 1995 y una medalla de plata en el Campeonato Europeo de Laser de 1994. También obtuvo cuatro medallas en el Campeonato Mundial de Star entre los años 2014 y 2019, y tres medallas en el Campeonato Europeo de Star entre los años 2008 y 2016. Participó en los Juegos Olímpicos de Londres 2012, ocupando el cuarto lugar en la clase Star.

## Palmarés internacional
| Campeonato Mundial | Campeonato Mundial              | Campeonato Mundial | Campeonato Mundial |
| Año                | Lugar                           | Medalla            | Clase              |
| ------------------ | ------------------------------- | ------------------ | ------------------ |
| 1995               | Santa Cruz de Tenerife (España) | Medalla de bronce  | Laser              |
| Campeonato Europeo |                                 |                    |                    |
| Año                | Lugar                           | Medalla            | Clase              |
| 1994               | Isla Hayling (Reino Unido)      | Medalla de plata   | Laser              |

| Campeonato Mundial | Campeonato Mundial       | Campeonato Mundial | Campeonato Mundial |
| Año                | Lugar                    | Medalla            | Clase              |
| ------------------ | ------------------------ | ------------------ | ------------------ |
| 2014               | Malcesine (Italia)       | Medalla de bronce  | Star               |
| 2017               | Troense (Dinamarca)      | Medalla de oro     | Star               |
| 2018               | Oxford (Estados Unidos)  | Medalla de plata   | Star               |
| 2019               | Porto Cervo (Italia)     | Medalla de bronce  | Star               |
| Campeonato Europeo |                          |                    |                    |
| Año                | Lugar                    | Medalla            | Clase              |
| 2008               | Balatonföldvár (Hungría) | Medalla de bronce  | Star               |
| 2012               | San Remo (Italia)        | Medalla de bronce  | Star               |
| 2016               | Warnemünde (Alemania)    | Medalla de oro     | Star               |